# François-Edmond Fortier

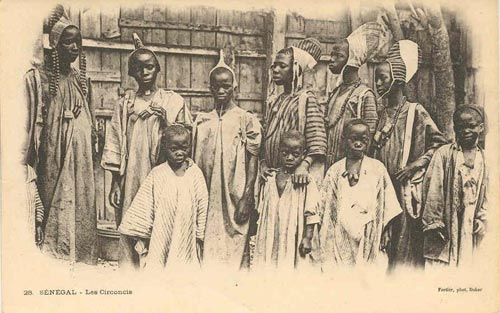
Senegal, asi 1910

François-Edmond Fortier (2. září 1862 Plaine – 24. února 1928 Dakar) byl francouzský dokumentární fotograf a vydavatel. Pořídil více než 3 500 pohlednic, a také vzácná svědectví o koloniální éře ve francouzské západní Africe (AOF) a dodnes (2020) vyhledávané sběrateli.

## Životopis
François-Edmond Fortier, který se narodil 2. září 1862 v Plaine (Vosges), se přestěhoval do Dakaru asi v letech 1897–1898.
V letech 1902 až 1903 jej první velká výprava zavedla do lokality Futa Džalon, poté do Haute-Guinée (Haut-Niger). V letech 1905–1906 odešel do francouzského Súdánu, dnešního Mali. Po Kankanu, Bamaku a Djenné dosáhl v lednu 1906 Timbuktu. Fortier byl jedním z prvních profesionálních fotografů, kteří zde pracovali po obsazení velitelem Josephem Joffrem v roce 1894.
Závěr svého života strávil ve svém obchodě v Medíně v Dakaru, kde 24. února 1928 zemřel.

## Galerie

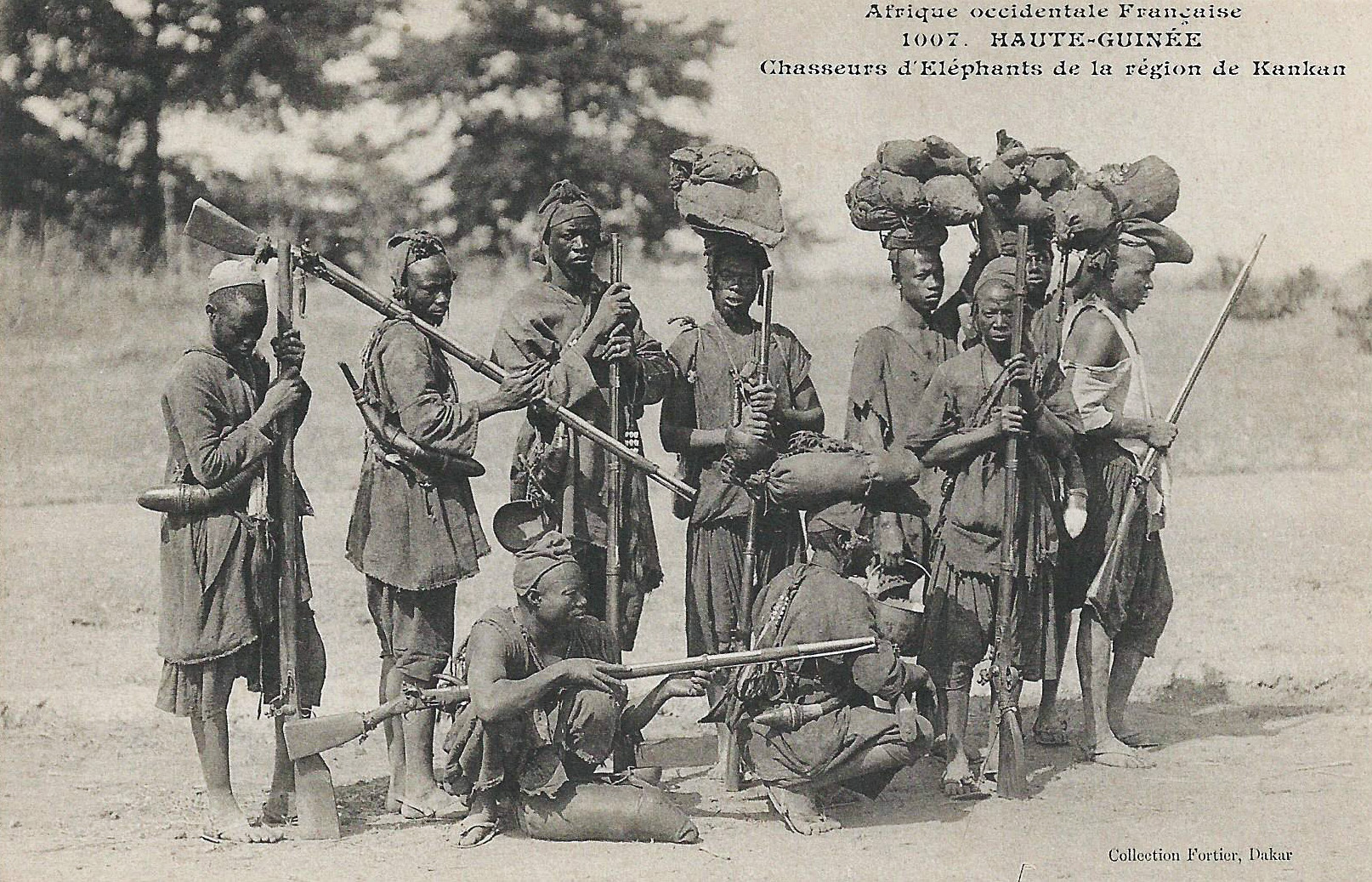
Chasseurs d'éléphants de la région de Kankan (Guinée)
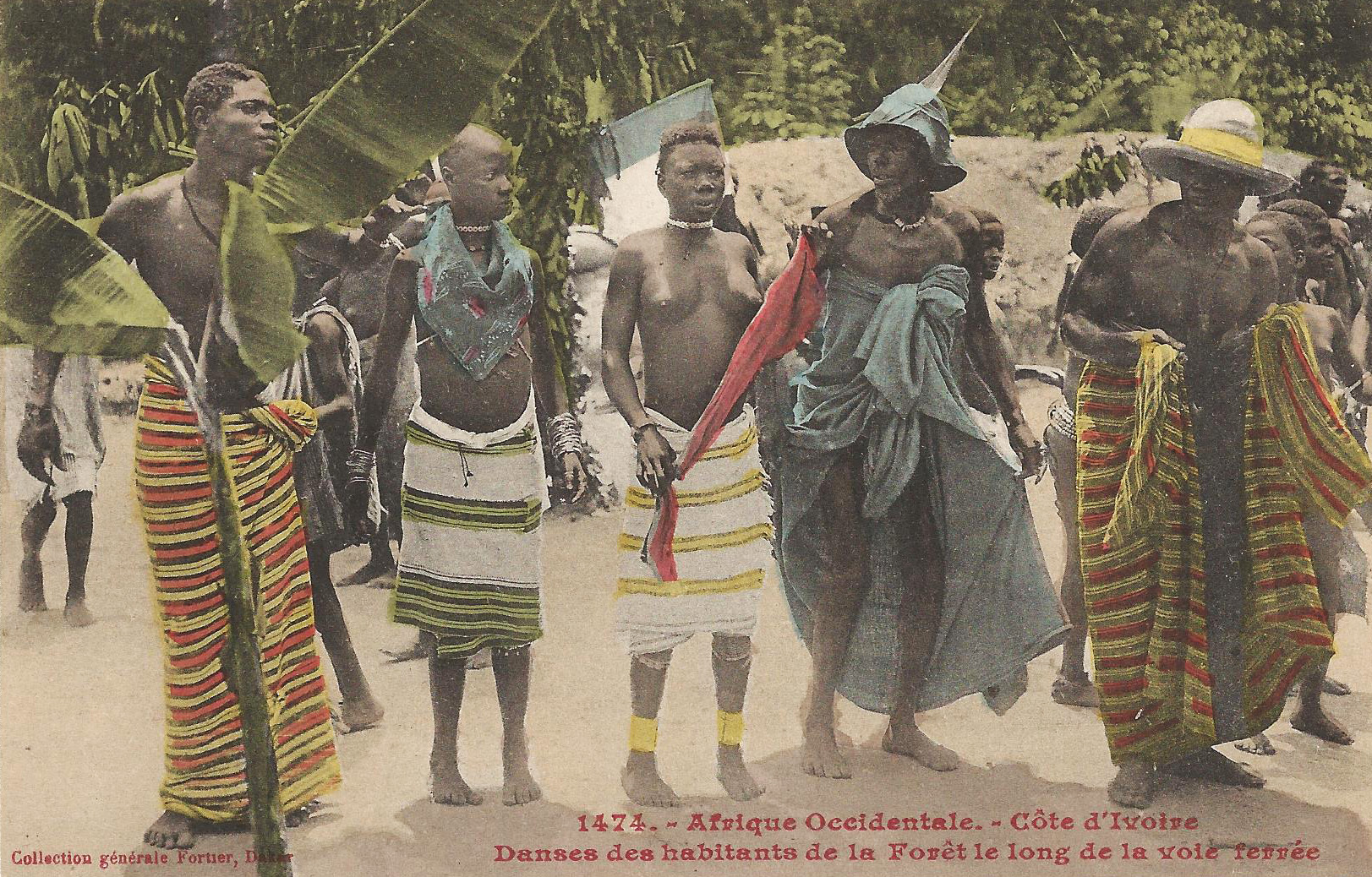
Danses des habitants de la forêt le long de la voie ferrée (Côte d'Ivoire), kolorováno
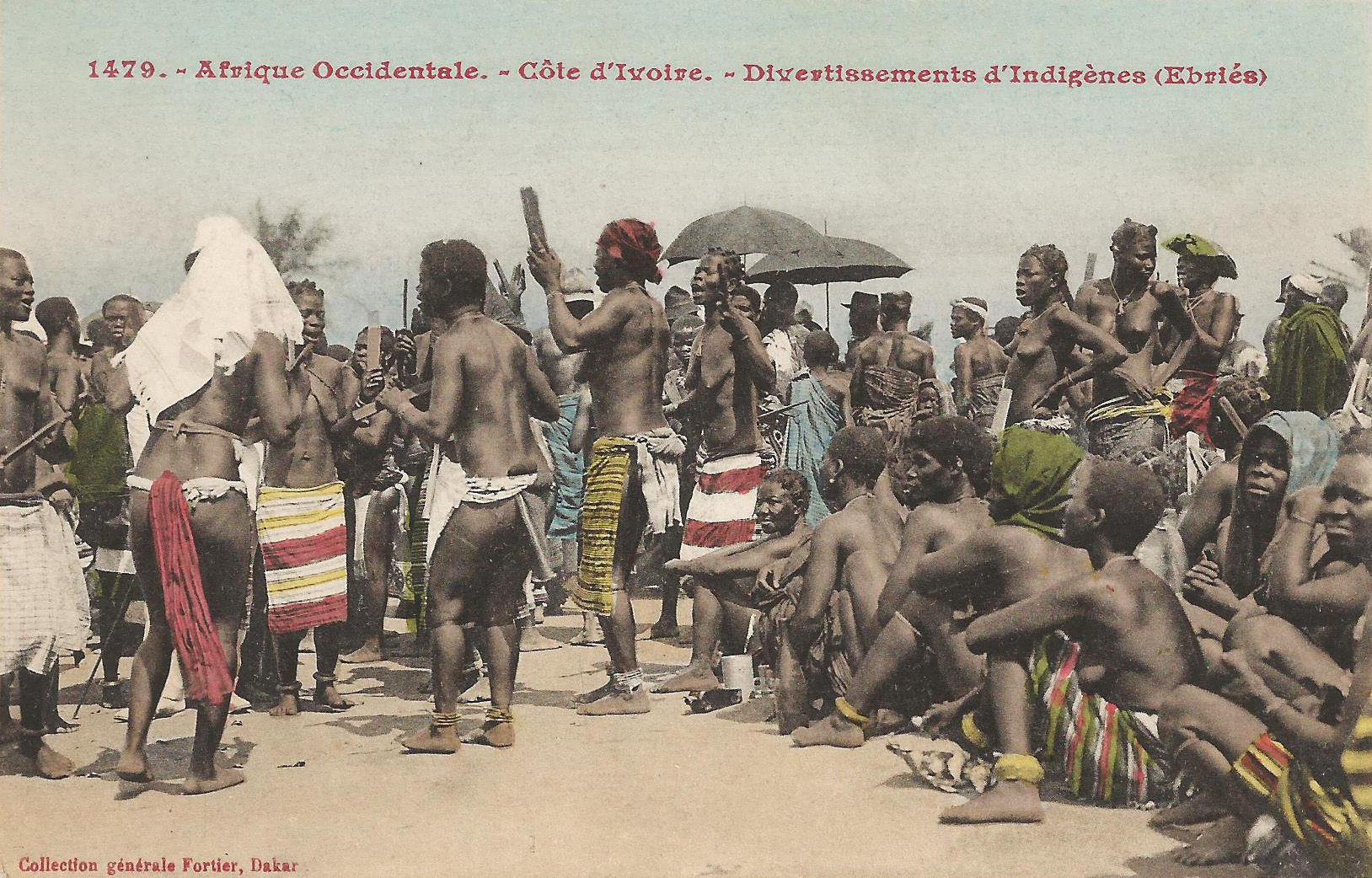
Divertissements d'indigènes (Ebriés) (Côte d'Ivoire), kolorováno
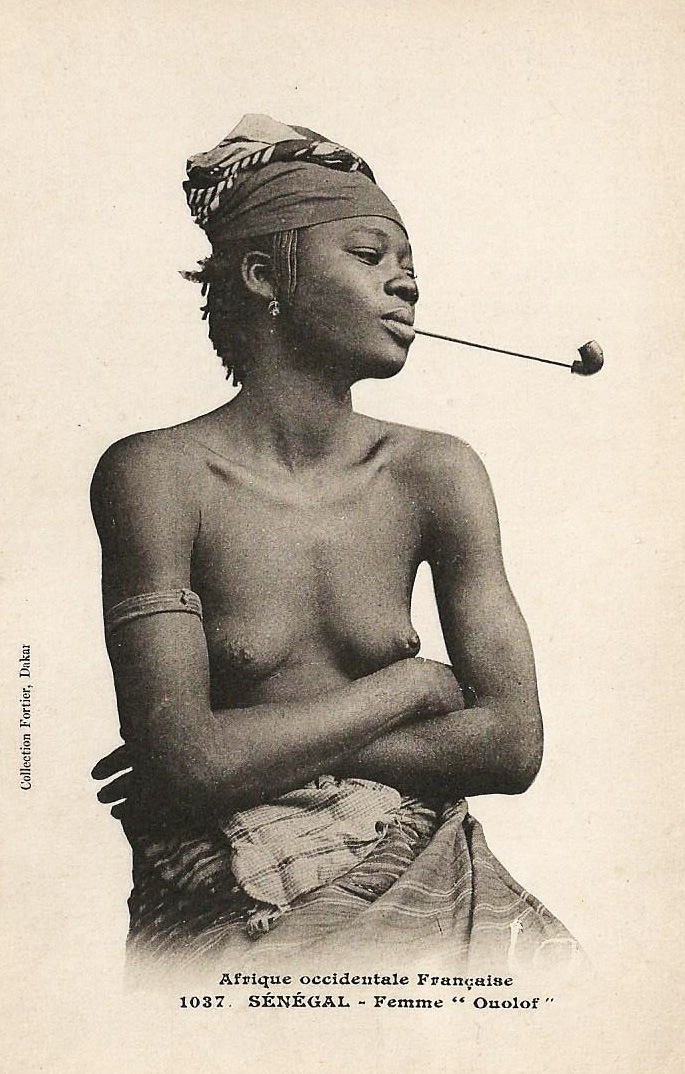
Žena kmene Wolofů, Senegal
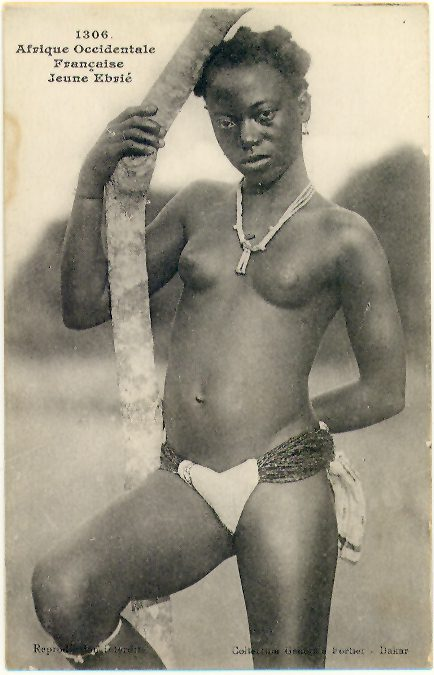
Pohlednice
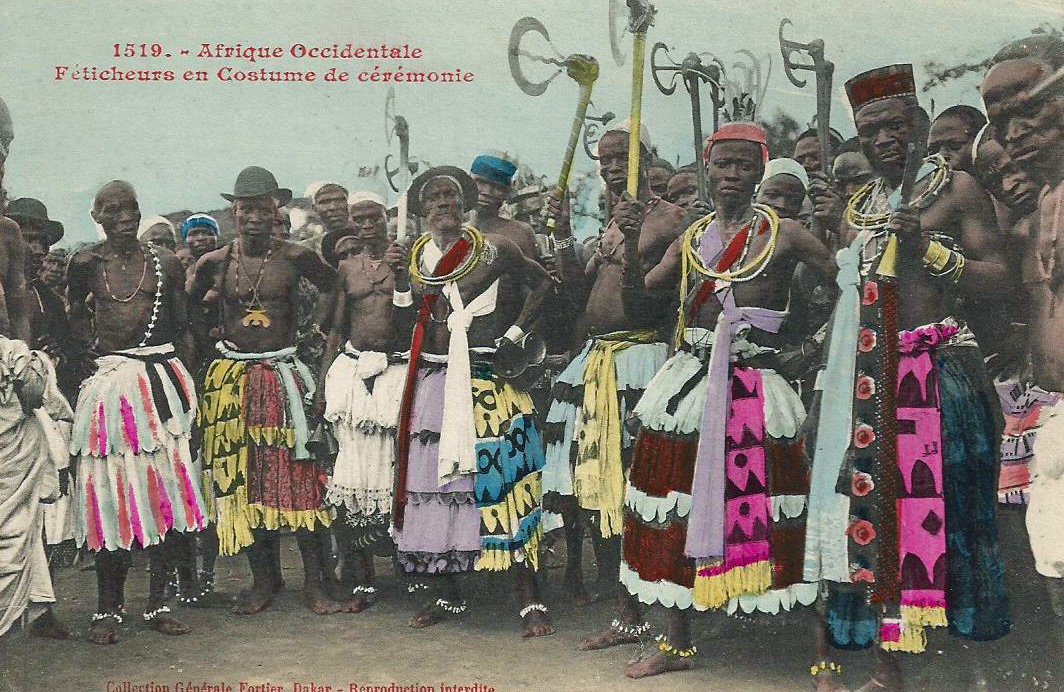
Féticheurs en costume de cérémonie, kolorováno
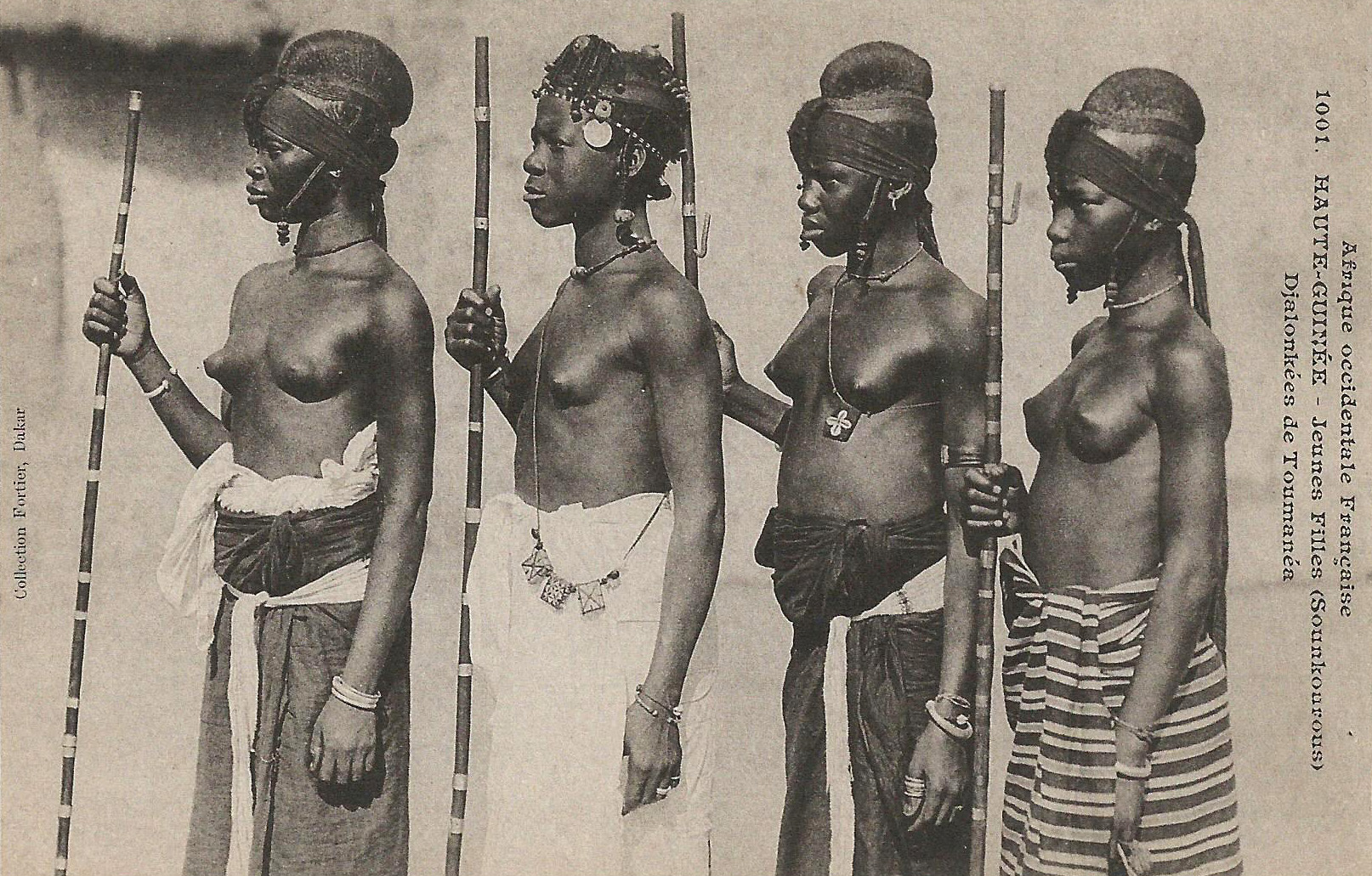
Jeunes filles Djalonkées de Toumanéa (Guinée)
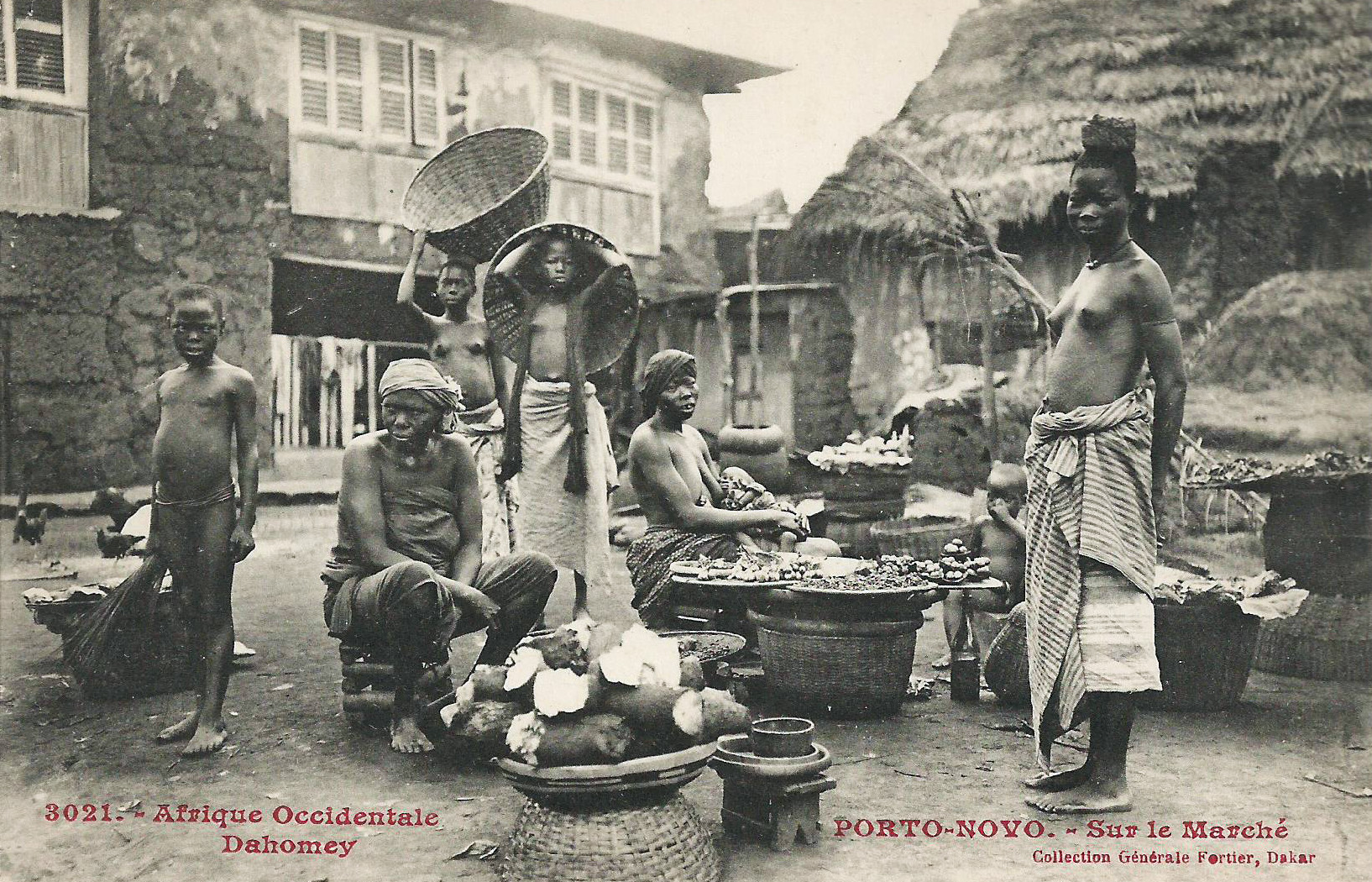
Porto-Novo-Sur le marché